# دنیای وارونه
دنیای وارونه فیلمی به کارگردانی شهریار بحرانی در ژانر کمدی - فانتزی است که در سال ۱۳۷۶ ساخته شده است.

## داستان
دو نفری که در یک مؤسسه تولید مواد دفع آفات نباتی کار می‌کنند متوجه می‌شوند که رئیس شان قصد دارد مواد تاریخ فاسد و غیراستاندارد را برای سمپاشی مزارع استفاده کند. آن‌ها با انجام این عمل مخالفت می‌کنند که منجر به اخراج شان از کار می‌شود ولی آن‌ها در میابند این مواد غیر استاندارد آدم‌ها را به راستگویی وادار می‌کنند و با هماهنگی هم و سرقت یک هواپیمای سمپاش از مؤسسه، مواد را در سطح شهر روی مردم ریخته و مردم به راستگویی موقت دچار می‌شوند.